# یاکوب گروت
یاکوب گروت (دانمارکی: Jacob Groth؛ زادهٔ ۱۲ مهٔ ۱۹۵۱) موسیقی‌دان و آهنگساز اهل دانمارک است.

## گزیدهٔ آثار

### سینما
- تجارت پوست (۲۰۱۵)
- سقوط مرد مرده (۲۰۱۳)
- دختری با خالکوبی اژدها (۲۰۰۹)
- دختری که با آتش بازی کرد (۲۰۰۹)
- دختری که به لانه زنبور لگد زد (۲۰۰۹)

### تلویزیون
- اندرسن جوان (۲۰۰۵)
- واحد سیار (۲۰۰۰ تا ۲۰۰۴)